# گنج‌نامه
سنگ‌نوشته‌های گنج‌نامه نوشتارهایی از دوران داریوش بزرگ و خشایارشای هخامنشی است که بر دل یکی از صخره‌های کوهستان الوند در فاصله ۵ کیلومتری غرب همدان و بخشی از منطقه نمونه گردشگری گنج‌نامه است.
کتیبه‌ها هر کدام در سه ستون ۲۰ سطری به زبان‌های پارسی باستان، زبان ایلامی و بابلی نو نوشته شده‌اند. متن پارسی باستان در سمت چپ هر دو لوح جای گرفته‌است و پهنایی معادل ۱۱۵ سانتی‌متر دارد. متن زبان ایلامی در وسط هر دو کتیبه نوشته شده و متن بابلی نو در ستون سوم قراردارد.
این سنگ‌ نوشته تاریخی اخیرا توسط فرد یا افرادی به وسیله بمب دست‌ساز در شب چهارشنبه سوری مورد تخریب قرار گرفته است،که چند روز بعد مرمت گردید.

## نام‌گذاری
این کتیبه‌ها از دیرباز نام‌های گوناگونی را بر خود گرفته‌است. تا سدهٔ ششم هجری از جمله «سنگ‌نبشته، نبشت خدایان، دادمهان یا دادبهان، تنبابر، ینبابر، ببنایه، کتیبه‌های الوند، جنگ‌نامه و گنجنامه» خوانده می‌شده‌است. دو نام «جنگ‌نامه» و «گنج‌نامه» در سده‌های اخیر مصطلح بوده‌است. محمد معین با قید احتمال، آن را به صورت اسم مرکب «بنیاد هرمز دادمهان» نیز نامیده‌است.
دربارهٔ وجه تسمیهٔ گنجنامه می‌توان گفت: گنجنامه در زبان فارسی به معنای حکایت و داستان گنج است و عموم مردم را تصور بر این بوده‌است که راز گنجی نهان را در این کتیبه‌ها نگاشته‌اند، و به نظر می‌رسد واژهٔ جنگ‌نامه نیز تحت تأثیر ذهنیتی که از جنگ و جنگاوری شاهان گذشته در سر مردم بوده، یا با جایگزینی عامیانهٔ واژهٔ جنگ به‌جای گنج به وجود آمده باشد.

## موقعیت
سنگ نوشته‌های باستانی گنجنامه در جنوب غربی همدان به فاصله پنج کیلومتری محل فعلی شهر، در انتهای دره سرسبز و خرم عباس‌آباد و در ابتدای مسیر جاده‌ای که همدان را به تویسرکان و غرب ایران مرتبط می‌سازد و روی یکی از صخره‌های الوند واقع شده‌است. این جاده همان ره کاروان رویی است که در عهد هخامنشیان هم وجود داشته و داریوش و خشایارشا با لشگریان و همراهان خویش از آن عبور می‌کرده‌اند.
از آنجا که این مسیر در عهد هخامنشیان یکی از شعبات اصلی راه باستانی شاهی بوده که از دامنه الوند، هگمتانه (پایتخت تابستانی هخامنشیان) را به بابِل در مرکز میانرودان مرتبط می‌ساخت، از راه‌های پر رفت‌وآمدی و امن دوران باستان به‌شمار می‌رفت. بعلاوه این راه به جهت ختم به بابل، راه مقدسی نیز محسوب می‌شد. به همین دلیل مکان مناسبی بود تا شاهان این دودمان با ایجاد سنگ نگاشته، باورها و اندیشه‌ها و همچنین بزرگی و عظمت نیاکان خود را به رهگذران گوشزد نمایند.

## ویژگی‌ها
موقعیت صخره (سنگ) خارا طوری است که روی سنگ نبشته‌ها درست به سوی مشرق است؛ فرو رفتگی‌ها به شکل مربع مستطیل به طول ۲/۹متر وعرض ۱/۹ متر و به گودی ۳۰ سانتی‌متر است. این دو لوح تاریخی هر کدام به سه زبان پارسی قدیم، بابلی و عیلامی نقر گردیده‌است. متن پارسی در سمت چپ هر یک از دو لوح مزبور نوشته شده و پهنای آن قریب به ۱/۱۵ است. متن بابلی در هر دو لوح در وسط نوشته شده و عرض آن کمتر از متن پارسی است و متن عیلامی در هر دو لوح در طرف راست قرار دارد و پهنای آن از متن بابلی هم کمتر است. لوح طرف چپ کمی بالاتر در سنگ کوه کنده شده بنام داریوش کبیر است و لوح سمت راست مختصری پایین واقع گشته بنام خشایارشا می‌باشد.
هر یک از متنهای سه‌گانه در هرکدام از دو لوح مشتمل بر بیست سطر بوده، مضمون هر دو کتیبه در هر سه متن یکی و مشترک است که به خط میخی نگاشته شده‌است. در اطراف دو لوح مزبور سوراخهای منظمی بر سنگ کوه دیده می‌شود که می‌رساند این دو نوشته تاریخی در عهد قدیم ظاهراً درها و پوش فلزی قرار داشته و آنها را از گزند باد و باران و آفتاب و غیره حفظ می‌نموده‌است.

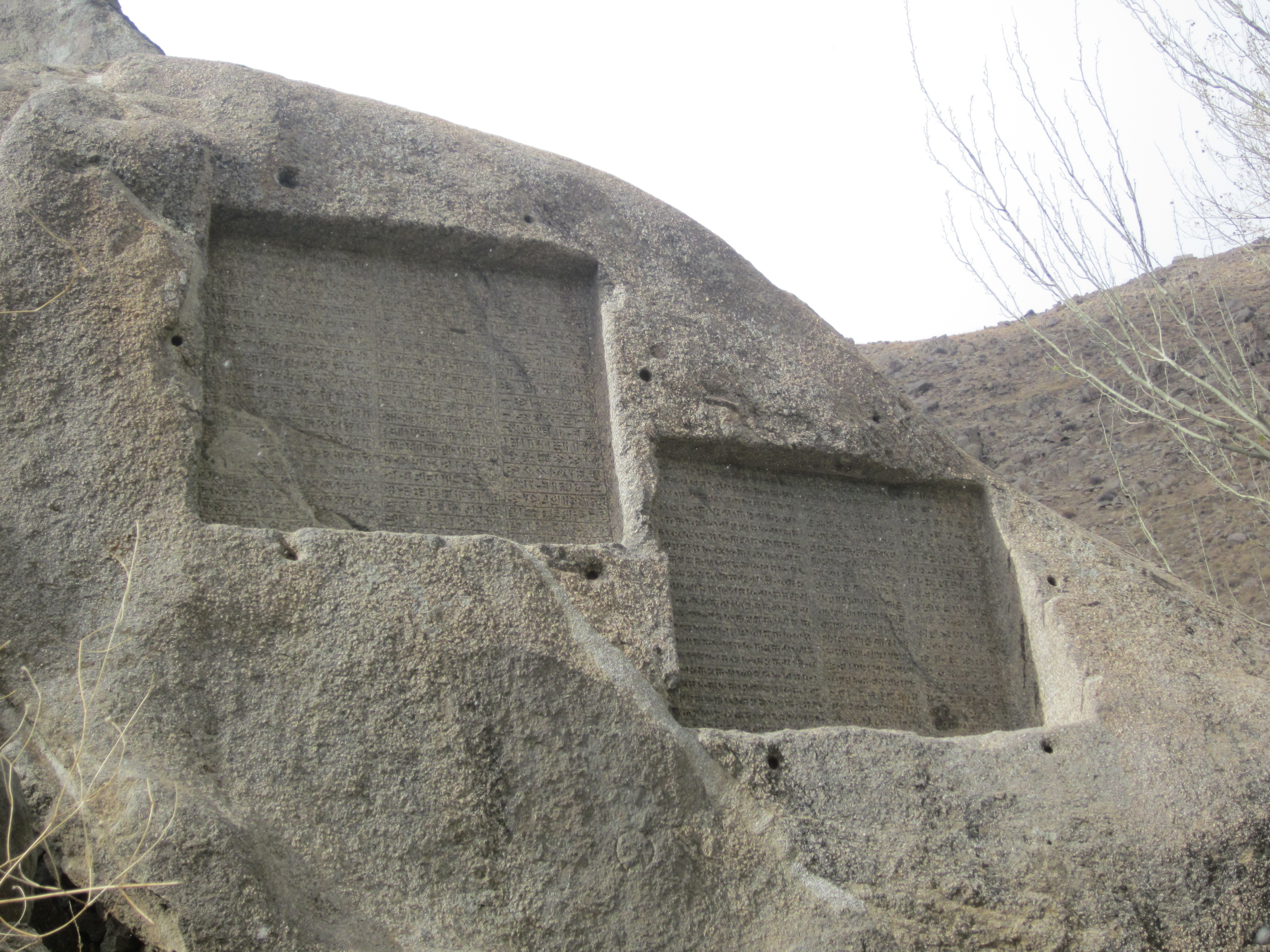
کتیبه

## درون‌مایه
ترجمهٔ کتیبه‌های گنجنامه:
کتیبهٔ داریوش بزرگ متن آن عبارت است از:
«خدای بزرگ است اهورامزدا، که این زمین را آفرید، که آن آسمان را آفرید، که مردم را آفرید، که شادی را برای مردم آفرید، که داریوش را شاه کرد، شاهی از [میان] بسیاری، فرمانروائی از [میان] بسیاری. مَنَم داریوش، شاه بزرگ، شاهِ شاهان، شاهِ سرزمین‌ها[یی] که نژادهای گوناگون دارند، شاه سرزمین دور و دراز، پسر ویشتاسب هخامنشی.»

کتیبهٔ خشایارشا نیز در قسمت پائین همین کتیبه‌است و متن آن عبارت است از:
«خدای بزرگ است اهورامزدا، که بزرگ‌ترین خدایان است، که این زمین را آفرید، که آن آسمان را آفرید، که مردم را آفرید، که برای مردم شادی آفرید، که خشایارشا را شاه کرد، یگانه از میان شاهان بسیار، یگانه فرمانروا از میان فرمانروایان بی‌شمار. من خشایارشا، شاه بزرگ، شاهِ شاهان، شاهِ کشورهای دارای ملل بسیار، شاه این سرزمین بزرگِ دوردستِ پهناور، پسر داریوش شاه هخامنشی.»

## مکان نمایی و وجه تسمیه گنجنامه
گنج نامه در جنوب غربی شهر همدان در یکی از کوهپایه‌های الوند در میان دره‌ای زیبا با مناظر بدیع کوهستانی قرار گرفته‌است از مقتضیعات آن آب و هوای خنک در تابستان و باغ‌ها در مسیر دره منتهی به گنجنامه است.
که بسیار خوش منظره می‌باشد آبشار و کتیبه سنگ نوشته‌ای که متعلق به دو تن از شاهان بزرگ هخامنشی یعنی داریوش و خشایارشاه می‌باشد ازدیگر آثار دیدنی این محل می‌باشد. گنجنامه، در یکی از دامنه‌های کوهستان الوند و به فاصله ۵ کیلومتری جنوب غربی همدان، در دوره مصفای عباس‌آباد قرار دارد در نزدیکی گنجنامه، چشم‌انداز زیبایی از آبشار گنجنامه و دره‌های سر سبز عباس‌آباد، تاریک دره و کیوارستان دیده می‌شود. تاریک دره نیز به دو شاخه تقسیم می‌گردد: در شاخه شرقی آن، تأسیسات پیست اسکی تاریک دره احداث شده‌است و در ضلع غربی تاریک دره، در خط الراس گردنه (گدوک)، جاده ماشین رو جدید با راه کاروان رو قدیمی یکی می‌شود.
این دره عصر هخامنشیان، شروع جاده هگمتانه – استخر، معروف به “ جاده شاهی“ بوده، که هگمتانه را از طریق پیچ و خمهای تاریک دره، گدوک (دره)، ورد آورد علیا، شهرستانه، اشتران به تویسرکان، نهاوند، کرمانشاه، لرستان، تخت جمشید و فارس مرتبط می‌ساخته‌است.
این راه، همچنین یکی از راه‌های ارتباطی همدان به غرب و جنوب ایران (و میانرودان) یا بین‌النهرین (عراق امروزی) بوده‌است. به سبب آنکه هگمتانه، پایتخت تابستانی هخامنشیان بوده و در مسیر جاده شاهی قرار داشته‌است، داریوش اول هخامنشی پس از اتمام کار سنگ نبشه‌های بیستون، دستور نقرکتیبه کنونی گنجنامه را داده‌است. پس از او فرزندش خشایار شاه نیز به پیروی از او کتیبه ای در سمت راست و کمی پائین‌تر از سنگ نبشته پدر، بر جای گذارده‌است.

## گونه‌های گیاهی گنجنامه
مجموعه گنجنامه همدان دارای بخش‌هایی بسیار بی‌نظیر و عالی از انواع گونه‌های گیاهی نادر منطقه است. به‌طور مثال، ریشه تنومند و کهن درختی ۱۵۰ ساله؛ تراریوم گیاهی آمازون و دیوار سبز در غار وجود دارد که به صورت کاملاً حرفه ای و چشم نواز در معرض دید علاقه مندان قرار گرفته‌اند. همچنین انواع کانی‌ها و سنگ‌های زینتی که از جای جای رشته کوه الوند جمع‌آوری شده‌اند، نماینده خوبی از بستر زمین‌شناسی همدان هستند.

## آبشار گنجنامه
آبشارگنج نامه از چشمه سارها و جویبارهای کوه الوند سرچشمه می‌گیرد و در رودخانه پایین آبشار می‌ریزد.
ارتفاع آن ۱۲ متر است و آب آن دائمی است به این معنی که در هر موقع از سال که به این منطقه بروید آبشار شکوه خود را به شما نشان می‌دهد. البته در فصل سرد گاهی آب آن یخ می‌زدند که البته آن هم جزو زیبایی‌های طبیعی آن است. اطراف این آبشار به دلیل وجود کوه‌های صخره ای، صخره نوردان را جذب خودش می‌کند. در دوره هخامنشیان آب این آبشار، بسیار مورد احترام و تقدس بوده‌است وبه همین دلیل کتیبه‌های گنجنامه را در این محل و نزدیک به آن روی کوه، حجاری کردند.
آبشار گنجنامه بیست و یکمین اثر طبیعی ملی است که توسط سازمان میراث فرهنگی در ۱۵ دی ۱۳۸۷ در فهرست میراث طبیعی ایران قرار گرفت.

## رمزگشایی

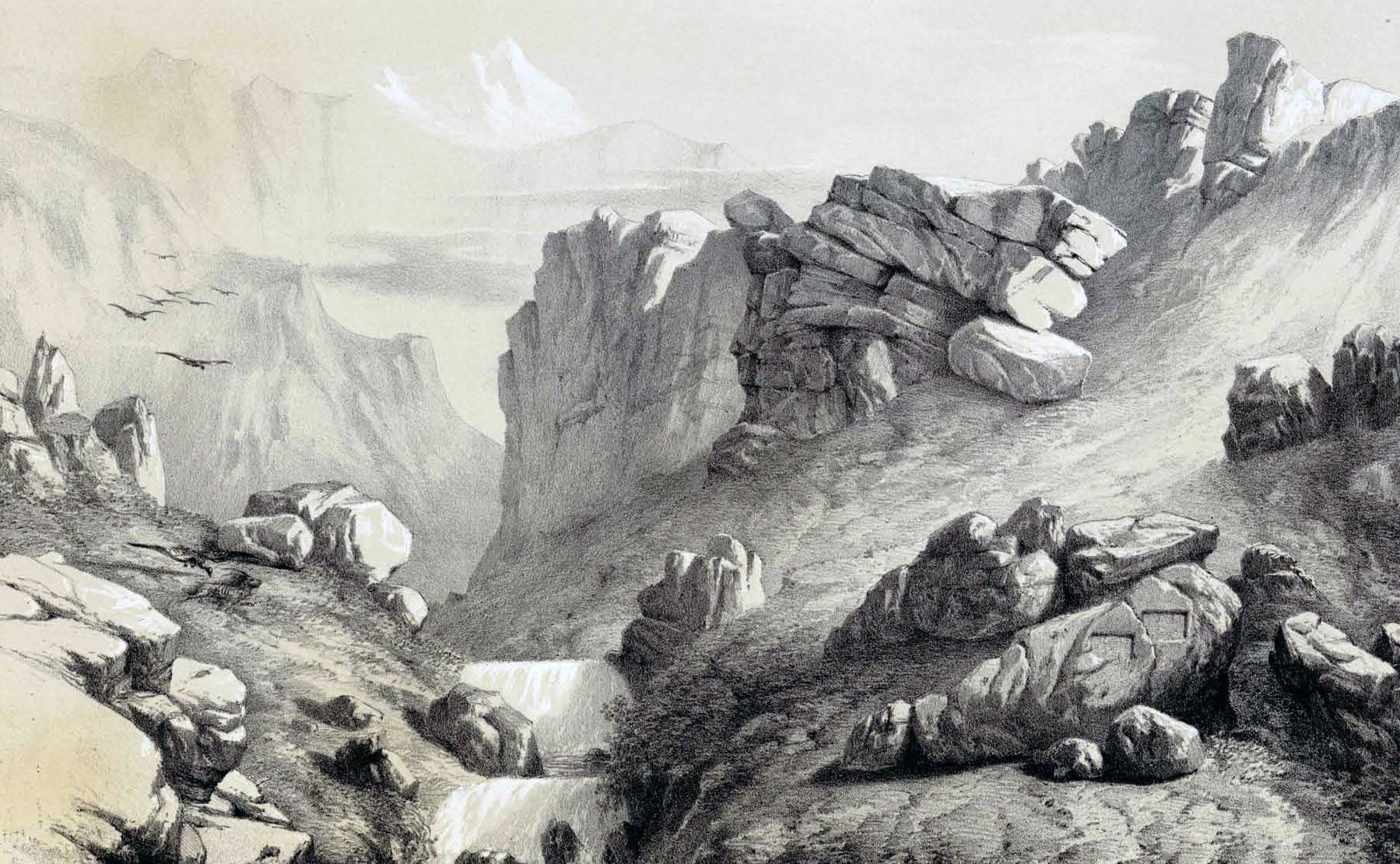
گنجنامه در سال ۱۲۲۰ شمسی

کتیبه‌های گنجنامه همدان در سال ۱۲۲۰ شمسی توسط اوژن فلاندن، نگارگر و باستان‌شناس فرانسوی و همراه او پاسکال کوست مورد بررسی و مطالعه و نگاره برداری قرار گرفت (تصویر مقابل) و بعد از ایشان، سر هنری راولینسون کاشف بریتانیایی توانست با استفاده از این کتیبه‌ها موفقیت شایانی در گشودن رمز خط میخی پارسی باستان کسب نماید. بدینسان سنگ نوشته‌های گنجنامه همدان کلیدی را به دست کاشف داد تا به وسیلهٔ آن بتواند سنگ نوشته داریوش بزرگ در بیستون را بخواند.

## نگارخانه

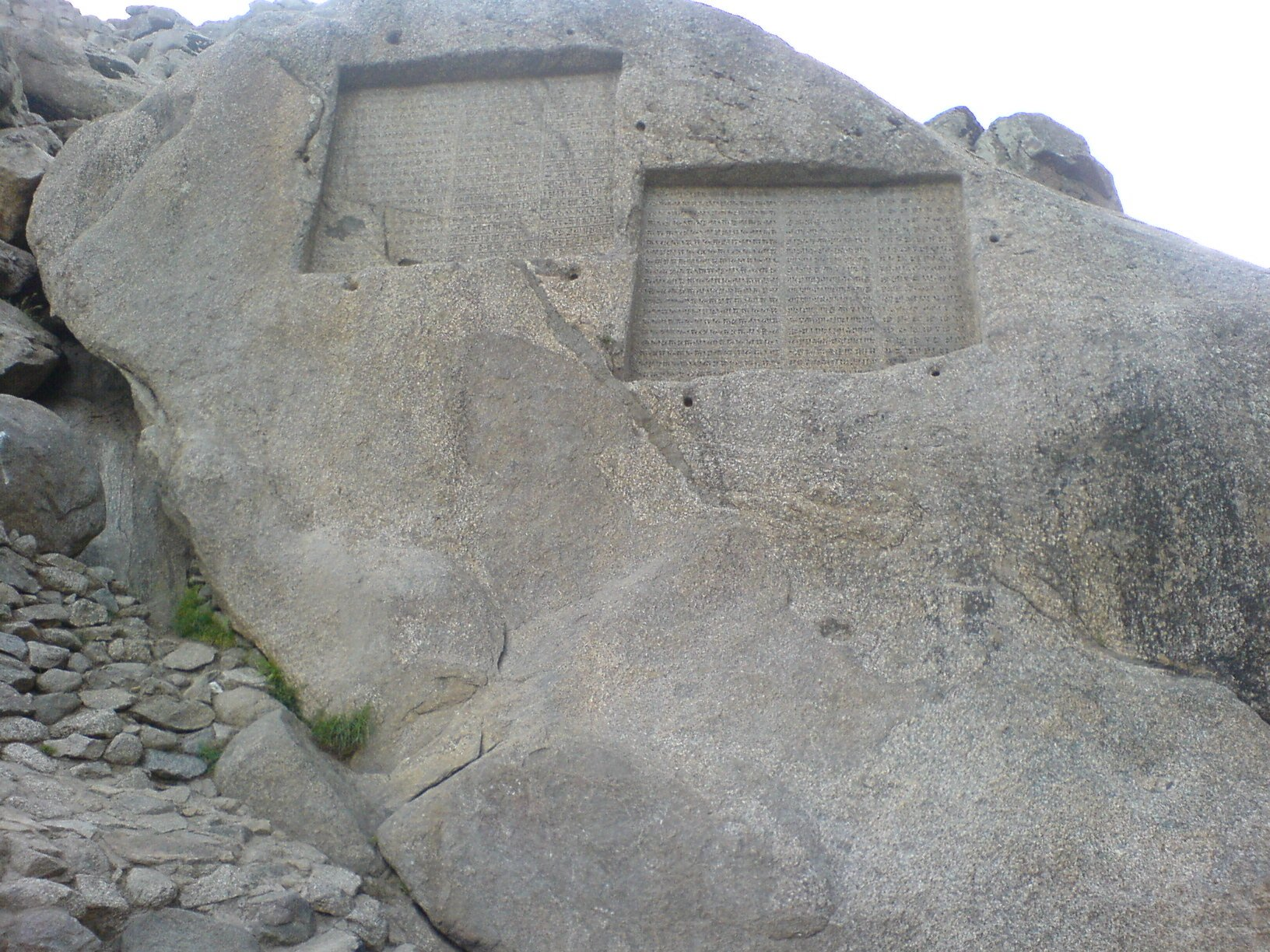
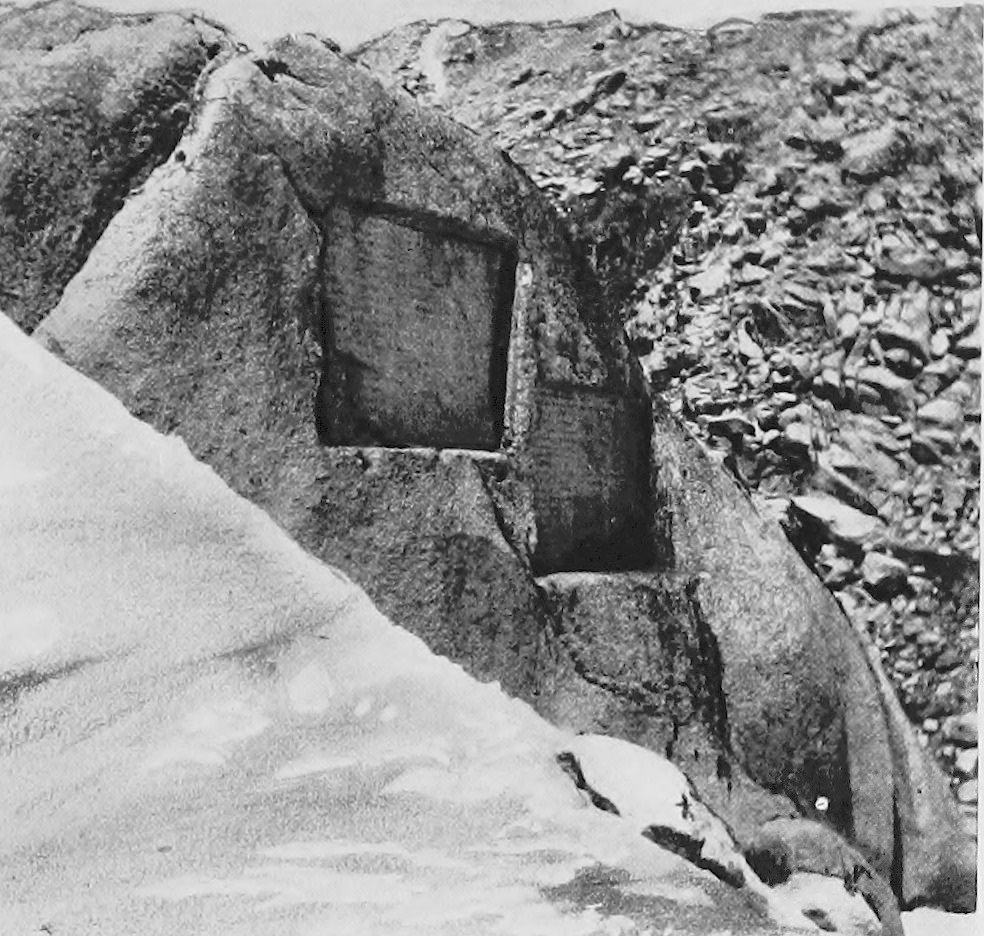
گنج‌نامه در سال ۱۹۰۶
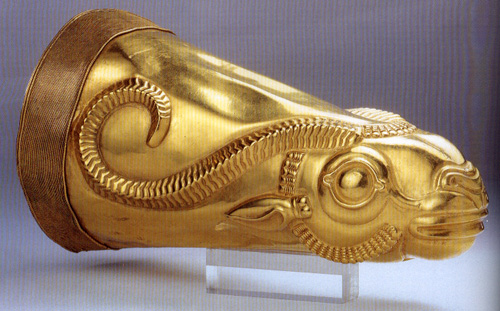
از آثار زرین شاهان هخامنشی
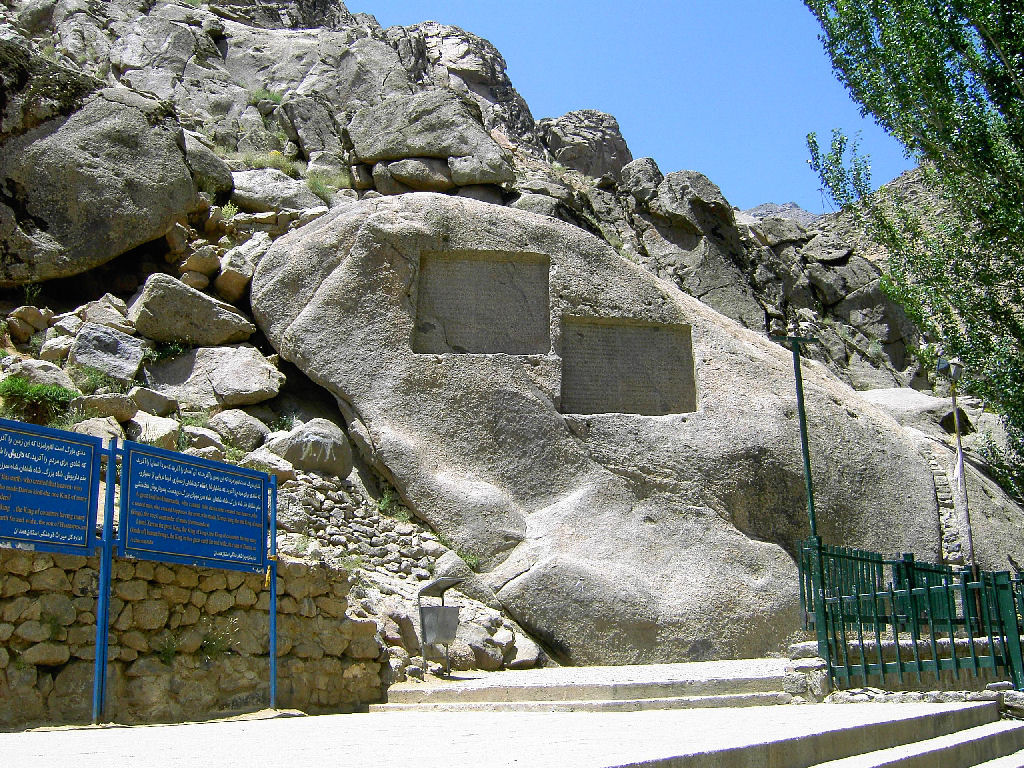
منطقه باستانی گنجنامه
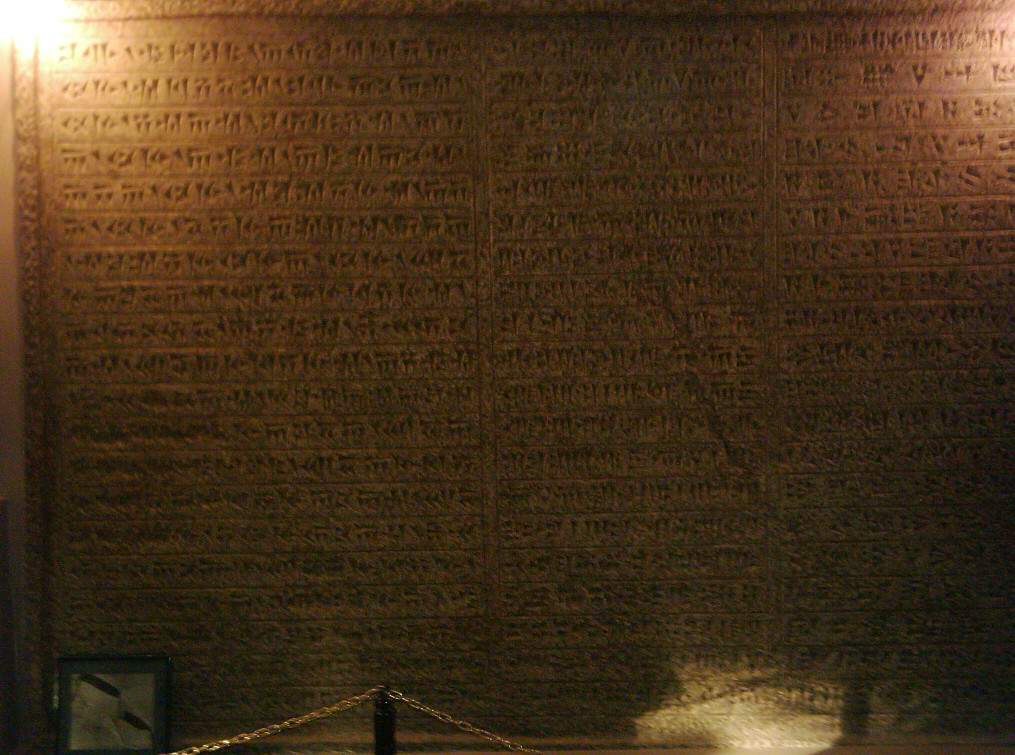
نوشته‌های کتیبه‌های گنج‌نامه بر روی سنگی که در موزه هگمتانه نگهداری می‌شود
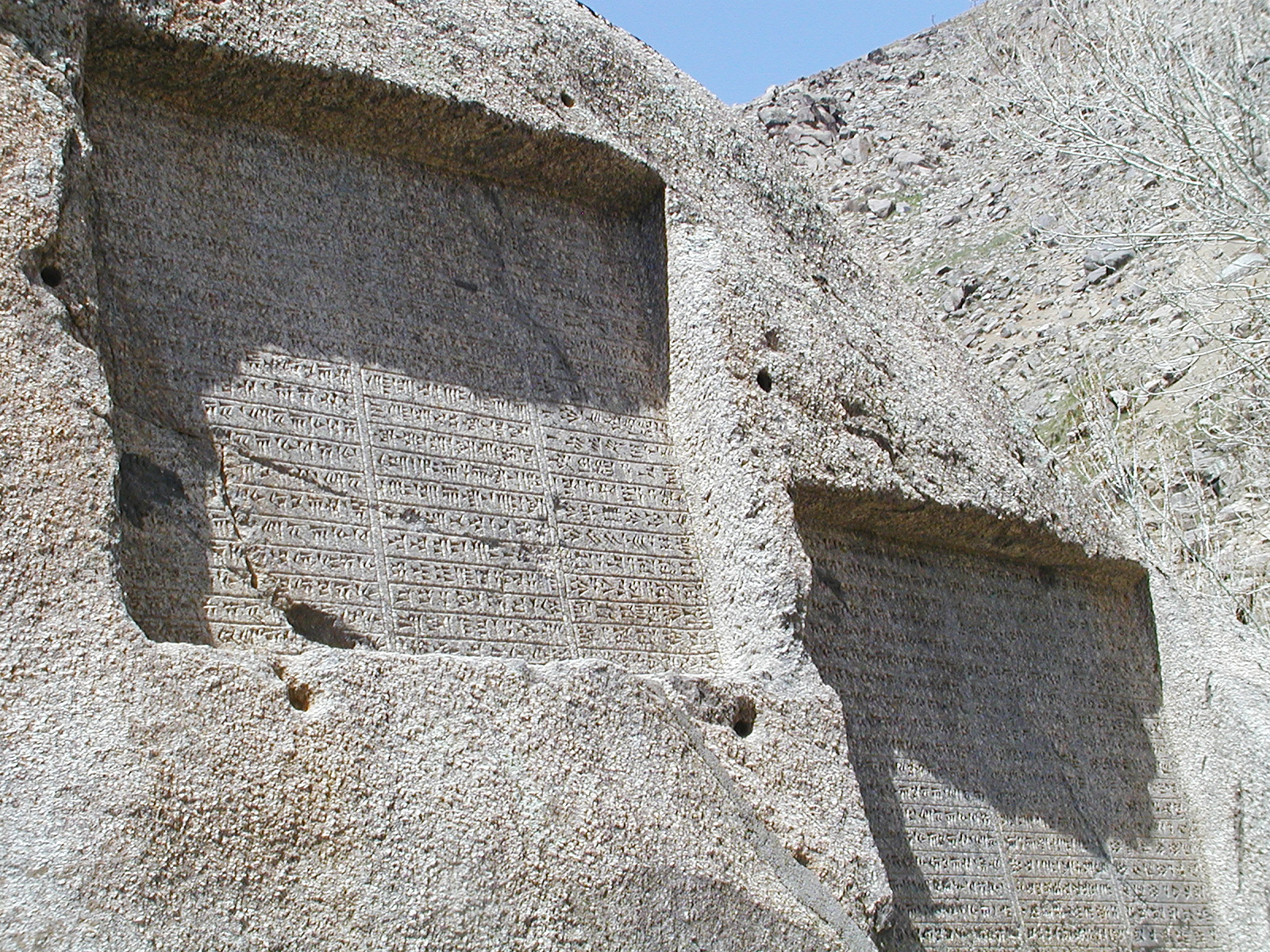
سنگ‌نبشته‌های گنج‌نامه در همدان
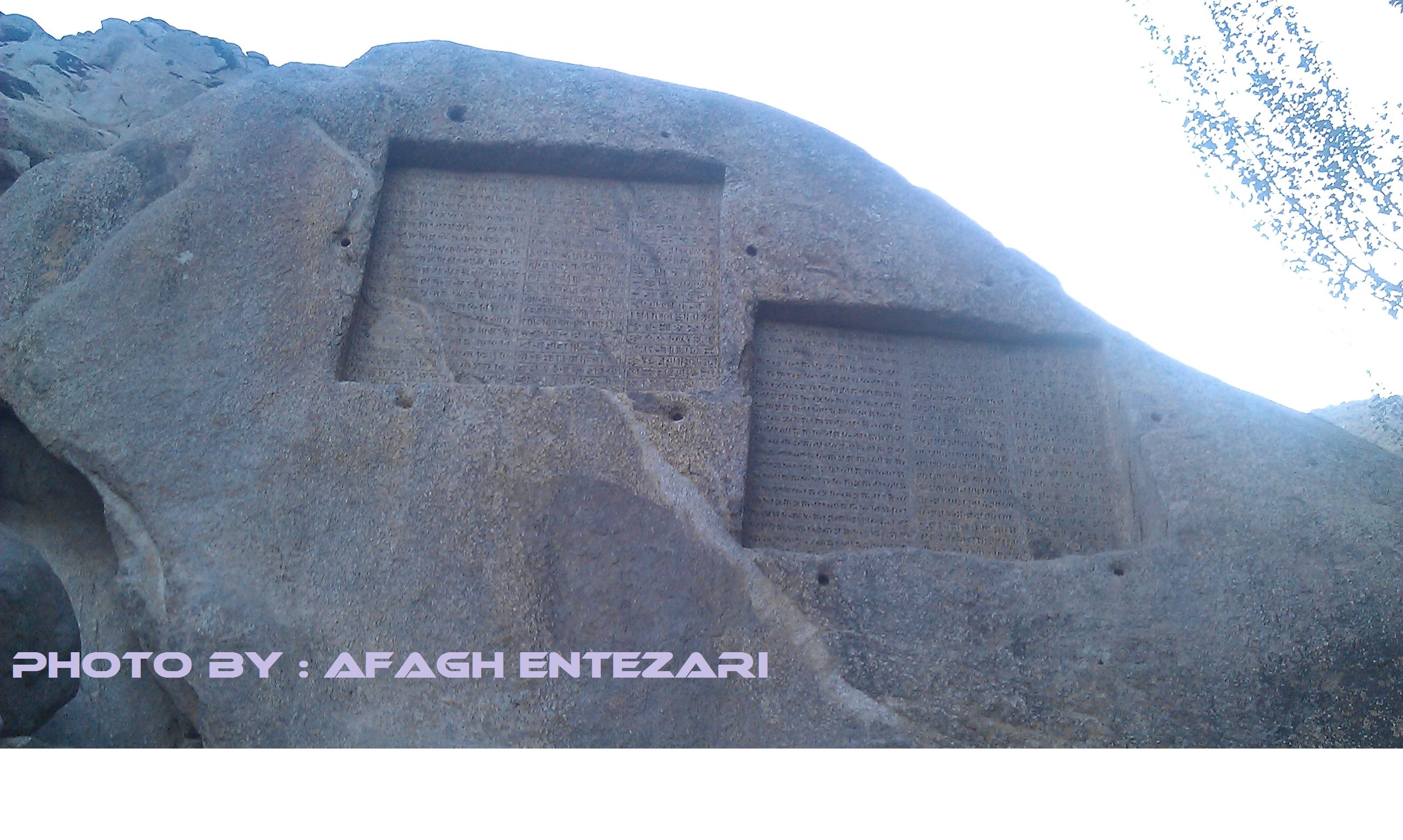
گنجنامه